# Voglarji
Voglarji (olasz nyelven: Carbonari) falu szórványtelepülés Szlovéniában, a Goriška statisztikai régióban. Közigazgatásilag Nova Goricához tartozik. Lakosságának száma 113 fő. A faluhoz az alábbi településrészek tartoznak: Zavrh (olaszul: Savergo) és Cvetrež. A település egy fennsíkon helyezkedik el a Vipava-völgy felett, a Tnovo-erdő közelében.

## Tömegsírok
A településen található a Cvetrež-tömegsír (szlovénül: Grobišče Brezno za Cvetrežem), amit közvetlenül a második világháborút követő időszakban hoztak létre. A tömegsír közvetlenül a Cvetrež településrész felé vezető út mentén található. A tömegsírban a Szlovén Nemzeti Gárda és olasz hadifoglyok, valamint olasz és szlovén civilek földi maradványai nyugszanak.

## Fordítás
- Ez a szócikk részben vagy egészben  a   Voglarji című angol Wikipédia-szócikk ezen változatának fordításán alapul.  Az eredeti cikk szerkesztőit annak laptörténete sorolja fel. Ez a jelzés csupán a megfogalmazás eredetét és a szerzői jogokat jelzi, nem szolgál a cikkben szereplő információk forrásmegjelöléseként.